# كينغ (تيكن)
كينغ (باليابانية: キング، بالروماجي: Kingu)، لوتشادو مشهور من المكسيك. هناك في الحقيقة كينغ اثنان، كلاهما يرتديان قناع يغور.
اعتاد الأول على كونه يتيماً يتشاجر في الشوارع بلا رحمة بدون اهتمام لما يدور حوله سوى القتال. في واحد من قتالاته، أصيب كينغ بشكل شديد وانهار أمام أحد الأديرة. أنقذ كهنة ماركيز كينغ من الموت. بعد تعافيه، أدرك كينغ الخطأ في حياته وقرر بدء حياة جديدة. صار كينغ كاهناً كاثوليكياً، وتخلى عن أساليب قتاله القديمة. صار كينغ بعدها رجلاً ذا هدف في الحياة؛ وكان ذلك بناء دار للأيتام لأطفال الشوارع؛ آملاً بأن يقي الأيتام من أن يصيروا الشخص الذي كان هو سابقاً.كان لدى كينغ مشكلة واحدة، وهي أنه لم يملك المال الكافي لبناء دار الأيتام الذي حلم به، اكتشف كينغ بطولة ملك القبضة الحديدية وتمنى الفوز بالجائزة المالية. دخل كينغ البطولة واستطاع الفوز بالمركز الثالث، مما سمح له ببناء دار الأيتام. التقى في البطولة أيضاً بمنافسه، أرمور كينغ. حصل كينغ على المال الكافي لبناء دار الأيتام، التي كانت ناجحة جداً. بعد أن مات أحد الأطفال الذين كانوا تحت رعايته، أصيب كينغ بالإحباط وتخلى عن قناعه، عائداً إلى الشوارع وصار مدمناً للكحول. كاد كينغ أن يلقى حتفه لو لم ينصح صديقه ومنافسه، أرمور كينغ، بالعودة إلى قناعه والمشاركة في بطولة ملك القبضة الحديدية الثانية. تدرب كينغ بلا كلل وتعافى من الكحول. تقاتل كينغ في البطولة مع أرمور كينغ وخسر أمامه. بعد البطولة، شارك كينغ في كلتا بطولتي المصارعة للمحترفين والفنون القتالية لكسب المال من أجل دار الأيتام. قام كينغ أيضاً بتعليم الأطفال الذي يعتني بهم مهاراته القتالية ليتعلموا الدفاع عن أنفسهم.
في يوم ما بعد ذلك، استيقظ أوغر من حطام قديم في المكسيك من قبل قوات تيكن التابعة لهيهاتشي ميشيما. هاجم أوغر مقاتلين متعددين حول العالم، من بينهم كينغ، الذي قتل بعد ذلك. قدم ولد صغير إلى المكسيك وبالتحديد إلى دار الأيتام التي بناها كينغ الأول ليحمل اسم كينغ. حتى وصوله لسن الـ24، تدرب المصارع بجدية مع كينغ إلى أن أتى أحد الأيام خبر مقتل كينغ الأول على يدي أوغر. نظراً إلى أن الدار قد تنهار وتتحول إلى حطام (كانت الأموال التي فاز بها كينغ في البطولات مصدر المال الوحيد للدار)، ارتدى المصارع قناع كينغ وقلد أسلوبه. لسوء الحظ، كان المصارع قد شاهد حركات كينغ وهو طفل، وخسر كل المنافسات التي شارك فيها. لكن في أحد الأيام، قام أحد المصارعين المقنعين بزيارة كينغ الجديد، مقدماً نفسه كصديق قديم لكينغ. كشف الرجل عن نفسه بأنه أرمور كينغ، الذي كان مهتماً بكون الإشاعات عن ظهور كينغ آخر حقيقة.
لمدة أربع سنوات، تدرب الاثنان معاً، وتعلم كينغ الجديد بسرعة، متحولاً إلى مصارع قوي ذي قوة جبارة، وعرف باسم كينغ الثاني. في هذا الوقت، كينغ ذو الـ28 عاماً صار وريثاً مناسباً للقب، وتمنى أن يعاقب الشخص المسؤول عن موت كينغ الأول. مع انتشار إشاعات "إله القتال الأزتيكي"، وضح أرمور كينغ لتلميذه أن الكيان البعيد المنال كان المسؤول الأكثر شبهة. شاهد أرمور كينغ كيف أن كينغ الجديد ممتلئاً بالغضب، موجهاً نظره نحو الانتقام لموت والده بالتبني ومثبتاً نفسه جديراً بارتداء قناع كينغ.
كينغ (30 عاماً) اكتشف أن مدربه أرمور كينغ قد قتل في شجار حانة. مرتكب الجريمة، كريغ ماردك، اعتقل في أريزونا وأرسل إلى السجن. بعد إطلاق سراح كريغ (بفضل كينغ الذي دفع الكفالة)، أرسل كينغ رسالة تحدٍ إلى ماردك في البطولة في تيكن 4. هزم كينغ كريغ مما أرسله إلى المستشفى، حيث تبعه كينغ لينهي حياته. لكن، توقف بعد ملاحظته لصورة ماردك مع والديه. أبقى كينغ على حياته، بعد أن أدرك مدى الحماقة التي وصل إليها. غضب كينغ لاحقاً بعد معرفته بأن ماردك هزم العديد من المنافسين مرتدياً قناع يغور أسود (مشابهاً لقناع أرمور كينغ)، وأرسل تحدياً لماردك عبر التلفاز لمواجهته في بطولة ملك القبضة الحديدية الخامسة. ناظراً إلى ماردك يهين مدربه، وقف كينغ في الحلبة مرة أخرى لتصفية الحساب مع ماردك نهائياُ. قابل كينغ ماردك في البطولة الخامسة. وأسفرت المعركة التالية عن انتصار آخر لكينغ وبداية لصداقتهما. ولكن بعد البطولة، هوجم ماردك بقسوة، وأخبر كينغ بأن الشخص الذي هاجمه كان الشخص الذي قُتل في أريزونا، أرمور كينغ. بعد إصراره على معرفة هوية الرجل الذي يرتدي قناع أرمور كينغ، قرر كل من كينغ وماردك دخول البطولة السادسة.
من المقرر ظهور كينغ في اللعبة القادمة ستريت فايتر X تيكن.

## وصلات خارجية
- تيكن ويكي
- تيكنبيديا الإنجليزية نسخة محفوظة 3 نوفمبر 2013 على موقع واي باك مشين.